# ایلکا رمس
ایلکا رِمِـس (فنلاندی: Ilkka Remes؛ زادهٔ ۱۳ دسامبر ۱۹۶۲) مؤلف و نویسنده آثار دلهره‌آور و ادبیات کودکان و نوجوانان اهل فنلاند است.
از فیلم‌هایی که وی در آن‌ها نقش داشته‌است، می‌توان به اومرتا ۶/۱۲ اشاره نمود.